# Ohrntalbrücke
Die Ohrntalbrücke ist eine Brücke der Bundesautobahn 6 über das Ohrntal nördlich von Öhringen.
Die Brücke hat eine Gesamtlänge von 237 m. Die Höhe über dem Talgrund beträgt 14 Meter. Die Baukosten betrugen rund 6.700.000 DM.

## Neubau
Im Zuge der Neutrassierung der A6 zwischen dem Kreuz Weinsberg und der bayerischen Grenze soll die Ohrntalbrücke durch einen Neubau ersetzt werden. Geplant ist eine siebenfeldrige, gevoutete Spannbetonbrücke mit Plattenbalken und je Richtung drei Fahrstreifen plus Standstreifen. Zunächst soll nördlich der bisherigen Brücke das neue Bauwerk für den Verkehr Richtung Westen entstehen, der dann auf insgesamt 4 Spuren den gesamten Verkehr in beide Richtungen aufnehmen soll. In einem zweiten Schritt wird dann die bisherige Brücke abgerissen und der Überbau für den Verkehr Richtung Osten erstellt werden.